# 비모란
비모란(영어: moon cactus)은 영춘환아과 비모란속에 속하는 선인장의 일종이다. 남미 원산이다.